# فرانسيس ديفيز
فرانسيس ديفيز (بالإنجليزية: Frances Davies)‏ هي لاعب هوكي الحقل نيوزيلندية، ولدت في 18 أكتوبر 1996 في روتوروا في نيوزيلندا.